# Kłodzienko
Kłodzienko (ukr. Колоденці) – wieś na Ukrainie, w rejonie lwowskim (wcześniej w rejonie kamioneckim) obwodu lwowskiego. Wieś liczy około 850 mieszkańców.
W pobliżu znajduje się stacja kolejowa Kłodno, położona na linii Lwów – Łuck – Kiwerce.
W II Rzeczypospolitej do 1934 samodzielna gmina jednostkowa. Następnie należała do zbiorowej wiejskiej gminy Kłodno Wielkie w powiecie żółkiewski w woj. lwowskim. Po wojnie wieś weszła w struktury administracyjne Związku Radzieckiego.
W czasie okupacji niemieckiej ukraiński mieszkaniec wsi Iwan Nemec udzielał pomocy Żydówce Chayi Prass, za co w 1995 roku Instytut Jad Waszem uhonorował go tytułem Sprawiedliwego wśród Narodów Świata.